# Emile Vandervelde

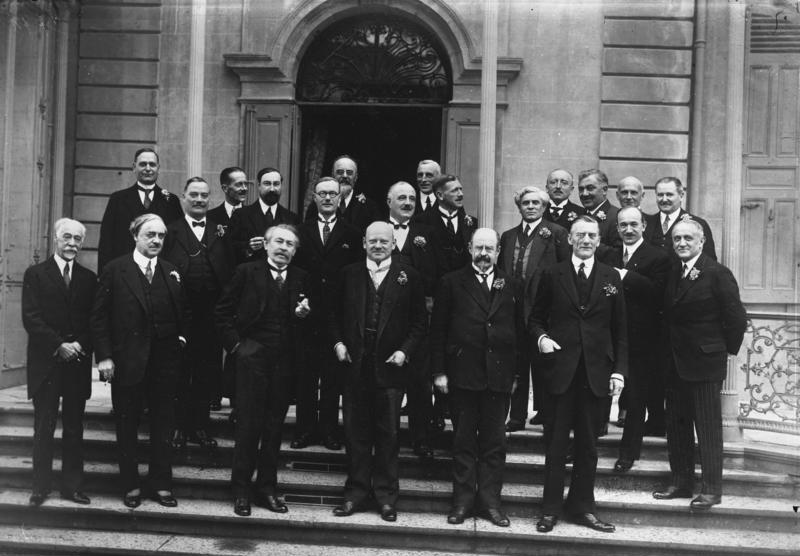
Emile Vandervelde (tweede van rechts) en Gustav Stresemann (links naast hem) (1926)

Emile Guillaume Vandervelde (Elsene, 25 januari 1866 – Brussel, 27 december 1938) was een Belgisch jurist en politicus. Hij was de onbetwistbare "patron" van de Belgische Werkliedenpartij (BWP), de voorloper van de BSP, waarvan hij in 1933 de voorzitter zou worden.

## Levensloop
Vandervelde was de zoon van een liberaal advocaat, die vrederechter werd. Hij promoveerde in 1885 tot doctor in de rechten aan de Université libre de Bruxelles (ULB) en vestigde zich als advocaat in Brussel. Hij promoveerde in 1888 ook tot doctor in de geneeskunde en de biologie en verwierf in 1892 een speciaal doctoraat in de staathuishoudkunde.
Aanvankelijk was Vandervelde actief bij de Liberale Jonge Wachten. Aan de ULB maakte hij via figuren als Hector Denis en door het lezen van de geschriften van Karl Marx en Pierre-Joseph Proudhon kennis met het socialisme. Hij was nog student toen hij in 1885 tot de pas gestichte Belgische Werkliedenpartij toetrad. In 1888 stichtte hij de Association des étudiants socialistes en vanaf 1891 nam hij deel aan de internationale socialistische congressen. Hij werd voorzitter van de Tweede Internationale.
In 1894, het jaar waarin hij aan zijn parlementaire loopbaan begon, stelde hij het Charter van Quaregnon op. Het werd de ideologische grondslag van het Belgische socialisme. Hij werd dat jaar verkozen tot lid van de Kamer van volksvertegenwoordigers voor het arrondissement Charleroi en vervulde dit mandaat tot in 1900. Hij werd vervolgens volksvertegenwoordiger voor het arrondissement Brussel en bleef dit tot aan zijn dood. Hij werd onmiddellijk de leider van de socialistische Kamergroep en bleef dit eveneens tot aan zijn dood. Van 1933 tot 1938 was hij partijvoorzitter van de BWP.
Emile Vandervelde bleef vasthouden aan de marxistische leerstellingen, volgens dewelke de maatschappij in twee noodzakelijk vijandige klassen is ingedeeld, en de organisatie van de partij moest gebeuren "op het terrein van de klassenstrijd". Als parlementslid verdedigde hij ook de Gelijkheidswet van 1898 en steunde hij de vernederlandsing van het vrij middelbaar onderwijs. Vandervelde verzette zich tegen de vernederlandsing van de Rijksuniversiteit Gent, maar pleitte wel voor een Nederlandstalige universiteit in Antwerpen.
In 1902 werd in het Belgische parlement zijn wetsvoorstel omtrent een grondwetswijziging voor het algemeen stemrecht, afgeketst door de katholieke regering van graaf Paul de Smet de Naeyer. 's Avonds ontstond een massale arbeidersbetoging te Leuven. Door de burgerwacht werden zes arbeiders neergekogeld: Jan Govaerts (22 j.), Petrus Imbrechts (17 j.), Petrus Jansegers (38 j.), Martin Vanlens (38 j.), Jan Ceusters (42 j.) en Pieter Jensen (16 j.). Bevelvoerders en schutters werden achteraf gedecoreerd: Louis Coen, kruis 1e klasse, burgerwachters De Wit en Frère, kruis 2de klasse en schutter Vande Wiele, medaille 1e klasse.
Vandervelde werd in 1895 hoogleraar aan de ULB en behoorde tot de voornaamste politieke leiders in België. Vanaf 1914 was hij minister van Staat, in januari 1916 werd hij minister zonder portefeuille in de regering-de Broqueville en vanaf augustus 1917 minister van de militaire en burgerlijke intendantie. Van juni tot november 1918 bleef hij minister van de burgerlijke en militaire intendantie in de regering-Cooreman. Van november 1918 tot november 1921 was hij in de Nationale Unie-regeringen van L. Delacroix en Henri Carton de Wiart minister van Justitie. Hij zorgde voor een Huishuurwet, een Wet inzake het Gebruik van Alcohol (de Wet Vandervelde), en voor een hervorming van het gevangeniswezen. In 1919 introduceerde Vandervelde samen met de liberaal Paul Hymans en de katholiek Charles de Broqueville de wetten op het algemeen stemrecht (één man, één stem) en op de leerplicht.
Na de oorlog werd Vandervelde wel een voorstander van de Rijksuniversiteit Gent. Ook was hij een hevig tegenstander van amnestie voor activisten en eiste hij een strenge toepassing van de taalwetten. In 1929 steunde hij het Compromis des Belges, een intern partijdocument van de BWP waarin de culturele autonomie aanvaard werd, de klemtoon gelegd werd op een grotere autonomie voor de gemeenten en de provincies en het separatisme afgewezen werd. Ook stond in dit document dat het taalregime voor Brussel en rond de taalgrens via de provinciale en gemeentelijke autonomie zou bepaald worden.
In het eerste rooms-rode kabinet-Poullet-Vandervelde en in de driepartijenregering Henri Jaspar was hij van 1925 tot 1927 minister van Buitenlandse Zaken. Namens België ondertekende hij in 1925 het Verdrag van Locarno. Tussen 1927 en 1935 bleef de socialistische partij in de oppositie. Bij de terugkeer in de regering in 1935 was hij niet meer voldoende gezond om nog een zware portefeuille op zich te nemen. Jongere politici zoals Hendrik De Man en Paul Henri Spaak namen de opvolging. Hij werd nochtans van maart 1935 tot mei 1936 lid van de regering-Paul Van Zeeland I als minister zonder portefeuille en was zelfs nog van juni 1936 tot januari 1937 minister van Gezondheidszorg in de regering-Van Zeeland II.
In de jaren 1930 werd hij een hevig voorstander van de Spaanse republiek en een bestrijder van het fascisme.
Zijn ideeën worden verder uitgedragen door het socialistische Instituut Emile Vandervelde. Naar hem zijn genoemd:
- Square Emile Vandervelde in Anderlecht;
- Emile Vanderveldeplein in Brussel;
- Emile Vanderveldelaan in Sint-Lambrechts-Woluwe.
- Emile Vanderveldestraat in Diest;
- Emiel Vanderveldestraat in Hoboken, Antwerpen;
- Emiel Vanderveldestraat in Sint-Michiels, Brugge.
- E. Van Der Veldestraat in Tremelo

## Vrijmetselaar
Emile Vandervelde, van wie de vader vrijmetselaar was, werd op 20 februari 1899 geïnitieerd in de loge Les Amis Philanthropes. Op 9 april 1900 werd hij gezel en op 22 juni van hetzelfde jaar verwierf hij de meestergraad. Hij werd lid nadat hij al een gevestigde politieke waarde was geworden en ontmoette er talrijke socialisten.
De logebroederschap lag aan de basis van de politieke verstandhouding die in de politiek tussen socialisten en liberalen bestond en die meehielp om de socialistische mandatarissen binnen het politiek bestel aanvaardbaar te maken. Dit legde de basis voor de toetreding van Vandervelde tot de Belgische oorlogsregering tijdens de Eerste Wereldoorlog en tot het vormen van coalities na de oorlog tussen liberalen en socialisten, die vervolgens leidden tot coalities tussen socialisten en katholieken.
Hij stichtte ook Les Bons Templiers Socialistes, een initiatiek genootschap volgens het vrijmetselaarsmodel, waarbij de leden elk alcoholverbruik afzwoeren.

## Publicaties
Vandervelde heeft een groot aantal teksten gepubliceerd: reisverhalen, spreekbeurten, honderden persartikels, wetenschappelijke werken, politieke studies en manifesten enz. Onder boekvorm onder meer:
- Enquête sur les associations professionnelles d'artisans et d'ouvriers en Belgique, Brussel, 1892.
- L'évolution régressive en biologie et en sociologie, Brussel, 1897 (samen met Jean Massart en Jean Demoor).
- Le Socialisme en Belgique, Parijs, 1898.
- L'exode rural etle retour aux champs, Parijs, 1903.
- Le cinquantenaire du Parti Ouvrier Belge,, Brussel, 1936.
- Souvenirs d'un militant socialiste, Brussel, 1939.
- Carnets 1934-1938, Parijs, 1966.